# Macun
Macun är ett stadsdistrikt i Jiaozuo i Henan-provinsen i norra Kina.